# Erysimum carium
Erysimum carium är en korsblommig växtart som beskrevs av Pierre Edmond Boissier. Erysimum carium ingår i släktet kårlar, och familjen korsblommiga växter. Inga underarter finns listade i Catalogue of Life.